# Interstate 189
Pour les articles homonymes, voir Route 189.
L'Interstate 189 (I-189) est une autoroute auxiliaire de l'I-89 du comté de Chittenden dans le Vermont. Elle s'étend sur 1,49 miles (2,40 km) depuis la sortie 13 de l'I-89 à South Burlington jusqu'à la US 7 aux limites entre South Burlington et Burlington. L'I-189 est la seule autoroute auxiliaire de l'I-89 et la seule autoroute auxiliaire du Vermont.

## Description du tracé
L'I-189 sert de lien entre l'I-89 et le secteur commercial le long de la US 7 (Shelburne Road). Elle est indiquée comme une autoroute ouest-est, mais avant 2010, seul un panneau directionnel était présent sur l'autoroute. Depuis, des indications en ce sens ont été ajoutées.

## Histoire
Il y a eu des plans pour que l'autoroute se poursuive vers le nord. Elle était alors nommée le Southern Connector et longeait le lac Champlain vers une zone industrielle de Burlington. Les travaux ont été reportés en raison d'un canal toxique sur Pine Street. Un premier segment jusqu'à Home Avenue a été construit en 1989 pour être éventuellement annulé alors que la ville a choisi de laisser derrière son passé industriel afin de se concentrer sur le tourisme. Le projet d'autoroute a été abandonné au-delà de la US 7, laissant pour résultat des chaussées utilisées comme sentiers.

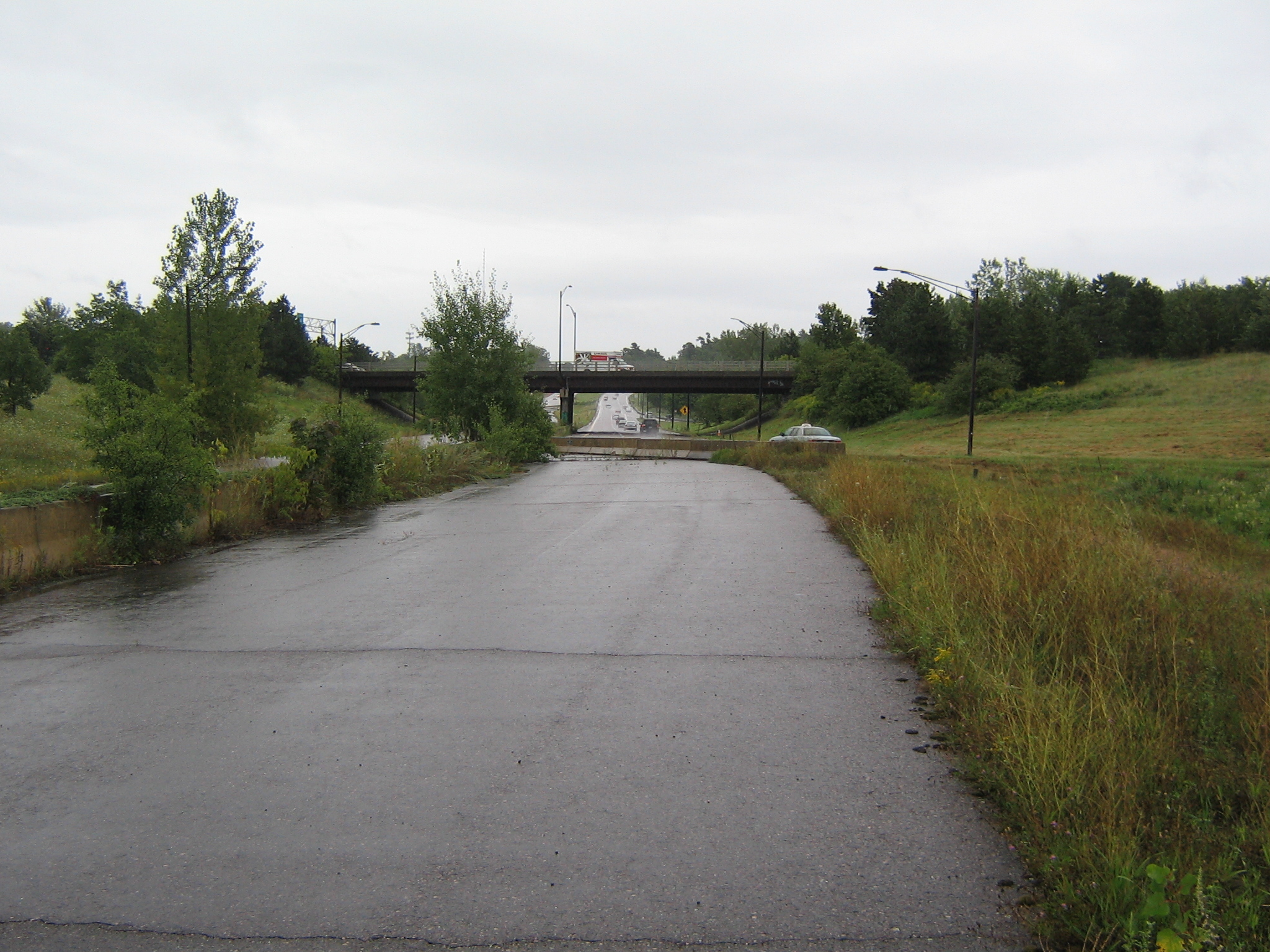
Segment inutilisé à l'ouest de la US 7

## Futur
Le gouvernement fédéral a donné à l'État une date butoir afin de faire connaître leur intention de prolonger ou non l'autoroute, sans quoi l'État allait perdre les fonds associés. Au début de 2012, un consensus est obtenu pour la construction d'une promenade à deux voies nommée la "Champlain Parkway" qui débutera à Home Avenue et se dirigera vers le nord sur environ 0,7 mile (1,1 km), et ensuite emprunter des rues existantes afin de soulager la US 7 du trafic en direction du centre-ville. L'I-189 sera alors prolongée jusqu'à Home Avenue pour se relier à la promenade. En août 2014, les droits de passages pour la promenade sont obtenus, mais une opposition a changé le tracé ainsi que retardé le début des travaux. Ceux-ci ont finalement débuté en juin 2022 et devraient se terminer en 2026.

## Liste des sorties
| Interstate 189                 |                  |      |      |                                                      | |
| Comté                          | Municipalité     | mi   | km   | Intersections / Destinations                         | Notes |
| Chittenden                     | Burlington       |      |      | Home Avenue, Champlain Parkway                       | Intersection à niveau; sortie direction ouest, entrée direction est; futur terminus ouest; route continue au-delà comme Champlain Parkway |
| Chittenden                     | South Burlington | 0,00 | 0,00 | US 7 – Shelburne, Middlebury, Rutland, Burlington    | Sortie direction ouest, entrée direction est; terminus ouest actuel                                                                       |
| Chittenden                     | South Burlington | 1,49 | 2,40 | I-89 – Winooski, Saint Albans, Williston, Montpelier | Sortie 87 de l'I-89 |
| Chittenden                     | South Burlington |      |      | Dorset Street – Aéroport international de Burlington | Intersection à niveau; continue à l'est comme Kennedy Drive                                                                               |
| - Accès incomplet - Non-ouvert |                  |      |      |                                                      | |